# Cousant la voile
Cousant la voile est une huile sur toile de Joaquín Sorolla que le peintre présente notamment avec Triste héritage et La Petite Anse, Jávea à l’Exposition universelle de Paris de 1900, où il reçoit le Grand Prix. C'est une scène de genre typique de la période valencienne du peintre.

## Influences
Gonzalo Salvá Simbor a été le maître de Sorolla durant sa formation. Sorolla hérite de son professeur le goût de la peinture à l'air libre et de petit format, qu'il avait acquis de l'École de Barbizon. Par ailleurs, Ignacio Pinazo lui inculque le goût pour les scènes de genre valenciennes,. Ses voyages à Paris et ses visites des Salons l'ont mis en contact avec la peinture parisienne et internationale. Bien qu'au début il ne se montre pas favorable à l'impressionnisme, il met en pratique la technique de petits coups de pinceaux séparés et incorpore peu à peu l'usage impressionniste de la couleur à ses toiles.
L’œuvre de Fortuny influença aussi Sorolla, notamment dans son goût du détail et l'usage de la lumière.

## Analyse de l’œuvre
L’œuvre fait partie des scènes de genre valenciennes, dans la lignée de celles de Bernardo Ferrandiz dans la seconde moitié du XIXe siècle. Le sujet est traité sous forme d'anecdote, très réaliste, avec une lumière naturaliste, et un minutieux souci du détail. C'est une œuvre très originale quant à sa composition : la voile occupe la majeure partie de la toile, et sa blancheur se fond dans le vert de l’exubérante nature. La lumière filtre à travers les feuilles et les fleurs, semble dotée d'une grand magnétisme. Les coups de pinceaux sont longs et vigoureux. Diverses jeunes personnes participent à la scène, ainsi qu'un homme avec un chapeau de paille et une femme assise au fond. Une personne âgée examine le travail. Tous cousent la voile pour que tout soit prêt pour les marins. 
Le public au début n'a pas aimé ce tableau où le protagoniste était la voile. Le thème traité n'a pas une grande transcendance, il décrit le labeur de gens humbles dans une plage de Valence. Le sujet permet au peintre de mettre en valeur sa virtuosité dans les effets lumineux et de couleurs.